# Kolonia Graniczna
Kolonia Graniczna – część wsi Ornontowice, w Polsce, w województwie śląskim, w powiecie mikołowskim, w gminie Ornontowice.
W latach 1975–1998 miejscowość administracyjnie należała do województwa katowickiego.